# Adoretus kanarensis
Adoretus kanarensis är en skalbaggsart som beskrevs av Gilbert John Arrow 1917. Adoretus kanarensis ingår i släktet Adoretus och familjen Rutelidae. Inga underarter finns listade i Catalogue of Life.